# ليزا ماري (عارض)
ليزا ماري (بالإنجليزية: Lisa Marie)‏ (و. 1968  م) هي عارضة، وممثلة أفلام أمريكية، ولدت في بيسكاتاواي.

## وصلات خارجية
- ليزا ماري على موقع IMDb (الإنجليزية)
- ليزا ماري على موقع ألو سيني (الفرنسية)
- ليزا ماري على موقع ميوزك برينز (الإنجليزية)
- ليزا ماري على موقع أول موفي (الإنجليزية)
- ليزا ماري على موقع ديسكوغز (الإنجليزية)
- ليزا ماري على موقع قاعدة بيانات الفيلم (الإنجليزية)